# Linn, Kansas
Linn är en ort i Washington County i Kansas. Orten har fått sitt namn efter politikern Lewis F. Linn. Vid 2020 års folkräkning hade Linn 387 invånare.